# Yonny Hernández
 Yonny Hernández Vega (Medellín-Antioquia Colombia, 25 de julio de 1988) es un piloto colombiano de motociclismo, que compite en la Copa Mundial de MotoE con el equipo Octo Pramac MotoE.
En el 2012 con Avintia Racing se convirtió en el primer colombiano que participó en la categoría reina del motociclismo. Es el hermano del también piloto de motociclismo, Santiago Hernández.

## Biografía
Yonny Hernández empezó en el motociclismo siendo niño cuando su padre le regaló una motocicleta Yamaha PW, en la cual se dio sus primeros pinitos como piloto. Comenzó su vida deportiva en el motocross a la edad de 13 años, compitiendo en certámenes regionales y nacionales con la liga de Antioquia y muy rápidamente se hizo popular en las competiciones nacionales. Fue campeón de Colombia de Motocross 85 en 2003 y 2005 y subcampeón en 2004. Llegó a España en la temporada 2008 buscando nuevos horizontes en su carrera. En 2009 terminó cuarto en la categoría de Supersport del CEV Buckler y demostró unas cualidades que le acabaron abriendo las puertas del Campeonato del Mundo en 2010 en la categoría de Moto2, convirtiéndose en el primer colombiano en correr en el escenario mundialista. Continuó su aprendizaje con el Blusens-STX en 2011 y en el 2012 firmó para conducir una de las CRT del proyecto Avintia Racing, dando así el salto a la categoría de MotoGP. Su mejor resultado esa temporada fue en el Grand Prix de Indianápolis, quedando noveno y ganado en la clase CRT.
Para la temporada 2013 cambió de equipo, pasando al Paul Bird Motorsport, con una moto Aprilia en la clase CRT, como compañero de equipo tenía al irlandés Michael Laverty, el cual llevaba una moto con chasis PBM y motor Aprilia.
Finalizando esa temporada 2013, Yonny cambió otra vez de equipo, pasando al Pramac Rancing y en el cual disputó las últimas 5 carreras de la temporada, reemplazando a Ben Spies.
Yonny Hernández, con el equipo Octo Pramac Racing, sumó 47 puntos en la temporada 2015 y su mejor resultado fue el octavo puesto, logrado en el Gran Premio de Francia.
En la temporada 2016, el equipo valenciano Aspar Team y Jonny unen sus intereses para esta temporada, anunciando el fichaje para la esta temporada de MotoGP.
El 19 de octubre de 2016 se conoce que Yonny Hernández, el piloto colombiano, hará parte del equipo de Moto2 de Karlos Arguiñano (Argiñano & Ginés Racing Team -AGR), en la temporada 2017. Hernández de 28 años, precisamente llegó al mundial en esta categoría, en la que corrió durante dos temporadas (2010 y 2011), y consiguió un sexto lugar como mejor resultado, durante el GP de Alemania en la temporada 2011. Posteriormente pasó a MotoGP donde en 2016 completa 5 temporadas, 4 de ellas con Ducati. Su más reciente participación internacional, fue en la Temporada 2018-19 del Campeonato Mundial de Resistencia de la FIM con el equipo Honda Endurance Racing siendo su mejor participación 6° en la general.

## Resultados

### Campeonato del Mundo de Motociclismo
Sistema de puntuación de 1993 hasta 2022:
| Posición | 1.º | 2.º | 3.º | 4.º | 5.º | 6.º | 7.º | 8.º | 9.º | 10.º | 11.º | 12.º | 13.º | 14.º | 15.º |
| Puntos   | 25  | 20  | 16  | 13  | 11  | 10  | 9   | 8   | 7   | 6    | 5    | 4    | 3    | 2    | 1    |

#### Por temporada
| Temp. | Cat.   | Moto     | Equipo                                   | Carreras | Victorias | Podios | Poles | V.Rap. | Pts. | Pos. |
| ----- | ------ | -------- | ---------------------------------------- | -------- | --------- | ------ | ----- | ------ | ---- | ---- |
| 2010  | Moto2  | BQR      | Blusens–STX                              | 17       | 0         | 0      | 0     | 0      | 32   | 21.º |
| 2011  | Moto2  | FTR      | Blusens–STX                              | 14       | 0         | 0      | 0     | 1      | 43   | 19.º |
| 2012  | MotoGP | BQR-FTR  | Avintia Blusens                          | 15       | 0         | 0      | 0     | 0      | 28   | 17.º |
| 2012  | MotoGP | BQR      | Avintia Blusens                          | 15       | 0         | 0      | 0     | 0      | 28   | 17.º |
| 2013  | MotoGP | ART      | Paul Bird Motorsport                     | 18       | 0         | 0      | 0     | 0      | 21   | 18.º |
| 2013  | MotoGP | Ducati   | Ignite Pramac Racing                     | 18       | 0         | 0      | 0     | 0      | 21   | 18.º |
| 2014  | MotoGP | Ducati   | Energy T.I. Pramac Racing                | 18       | 0         | 0      | 0     | 0      | 53   | 15.º |
| 2015  | MotoGP | Ducati   | Pramac Racing Octo Pramac Racing         | 18       | 0         | 0      | 0     | 0      | 56   | 14.º |
| 2016  | MotoGP | Ducati   | Aspar Team MotoGP Pull & Bear Aspar Team | 18       | 0         | 0      | 0     | 0      | 20   | 22.º |
| 2017  | Moto2  | Kalex    | AGR Team                                 | 9        | 0         | 0      | 0     | 0      | 16   | 24.º |
| 2021  | MotoE  | Energica | Octo Pramac MotoE                        | 6        | 0         | 0      | 0     | 0      | 47*  | 9.º* |
| Total | Total  | Total    | Total                                    | 133      | 0         | 0      | 0     | 1      | 316  |      |

- * Temporada en curso.

#### Carreras por año
(Carreras en negrita indica pole position; Carreras en cursiva indica vuelta rápida)
| Año  | Clase  | Moto      | 1       | 2       | 3       | 4       | 5       | 6      | 7       | 8       | 9       | 10      | 11      | 12      | 13      | 14     | 15      | 16      | 17      | 18      | Pos. | Pts. |
| ---- | ------ | --------- | ------- | ------- | ------- | ------- | ------- | ------ | ------- | ------- | ------- | ------- | ------- | ------- | ------- | ------ | ------- | ------- | ------- | ------- | ---- | ---- |
| 2010 | Moto2  | BQR-Moto2 | QAT Ret | SPA 10  | FRA 12  | ITA 20  | GBR Ret | NED 15 | CAT 12  | GER 10  | CZE 23  | IND 15  | RSM 11  | ARA Ret | JPN Ret | MAL 13 | AUS 19  | POR 18  | VAL 14  |         | 21.º | 32   |
| 2011 | Moto2  | FTR       | QAT 12  | SPA 14  | POR 18  | FRA 20  | CAT 9   | GBR 9  | NED 13  | ITA Ret | GER 6   | CZE Ret | IND     | RSM     | ARA DNS | JPN 23 | AUS 24  | MAL DSQ | VAL 6   |         | 19.º | 43   |
| 2012 | MotoGP | BQR-FTR   | QAT 14  |         |         |         |         |        |         |         |         |         |         |         |         |        |         |         |         |         | 17.º | 28   |
| 2012 | MotoGP | BQR       |         | SPA Ret | POR Ret | FRA 15  | CAT 18  | GBR 15 | NED Ret | GER 14  | ITA Ret | USA 12  | IND 9   | CZE 12  | RSM 12  | ARA 13 | JPN Ret | MAL DNS | AUS     | VAL     | 17.º | 28   |
| 2013 | MotoGP | ART       | QAT 14  | AME 15  | SPA Ret | FRA Ret | ITA 16  | CAT 13 | NED 19  | GER Ret | USA 15  | IND Ret | CZE 16  | GBR 20  | RSM Ret |        |         |         |         |         | 18.º | 21   |
| 2013 | MotoGP | Ducati    |         |         |         |         |         |        |         |         |         |         |         |         |         | ARA 12 | MAL 10  | AUS 13  | JPN 15  | VAL Ret | 18.º | 21   |
| 2014 | MotoGP | Ducati    | QAT 12  | AME 13  | ARG 12  | SPA 14  | FRA 13  | ITA 10 | CAT 11  | NED 19  | GER 17  | IND Ret | CZE Ret | GBR 11  | RSM 10  | ARA 15 | JPN Ret | AUS 11  | MAL 7   | VAL Ret | 15.º | 53   |
| 2015 | MotoGP | Ducati    | QAT 10  | AME Ret | ARG Ret | SPA 10  | FRA 8   | ITA 10 | CAT Ret | NED 14  | GER 12  | IND 12  | CZE 11  | GBR Ret | RSM Ret | ARA 10 | JPN 14  | AUS 17  | MAL 12  | VAL 13  | 14.º | 56   |
| 2016 | MotoGP | Ducati    | QAT Ret | ARG Ret | AME 14  | SPA 15  | FRA Ret | ITA 16 | CAT 17  | NED Ret | GER 18  | AUT 17  | CZE 11  | GBR 11  | RSM 16  | ARA 16 | JPN 12  | AUS 13  | MAL Ret | VAL Ret | 22.º | 20   |
| 2017 | Moto2  | Kalex     | QAT 18  | ARG 22  | AME Ret | SPA 9   | FRA 10  | ITA 17 | CAT 15  | NED 14  | GER 17  | CZE     | AUT     | GBR     | RSM     | ARA    | JPN     | AUS     | MAL     | VAL     | 24.º | 16   |
| 2021 | MotoE  | Energica  | SPA 10  | FRA 6   | CAT 5   | NED 9   | AUT 10  | RSM 9  | RSM Ret |         |         |         |         |         |         |        |         |         |         |         | 10.º | 47   |

- * Temporada actual.

### Campeonato Mundial de Motociclismo de Resistencia

#### Por temporada
| Temp.   | Moto  | Equipo                 | Carreras | Victorias | Podios | Poles | V.Rap. | Pts. | Pos. |
| ------- | ----- | ---------------------- | -------- | --------- | ------ | ----- | ------ | ---- | ---- |
| 2017-18 | Honda | Honda Endurance Racing | 1        | 0         | 1      | 0     | 0      | 42   | 13.º |
| Total   |       |                        | 1        | 0         | 1      | 0     | 0      | 42   |      |

#### Carreras Por Año
(Carreras en negrita indica pole position, carreras en cursiva indica vuelta rápida)
| Temp.   | Moto  | 1                | 2              | 3              | 4              | 5              | Pos. | Pts. |
| ------- | ----- | ---------------- | -------------- | -------------- | -------------- | -------------- | ---- | ---- |
| 2017-18 | Honda | BDO Gral:3 Cls:3 | LMS Gral: Cls: | SLR Gral: Cls: | OSC Gral: Cls: | SUZ Gral: Cls: | 13.º | 42   |